# 송용태
송용태(宋龍台)는 대한민국의 배우, 성우, 인간문화재이다. 국가무형문화재 제34호 강령탈춤의 인간문화재로 등록되어 있다.

## 생애
1972년 영화 《평양폭격대》의 단역으로 데뷔하여 오랜 세월 동안 다양한 연극, 뮤지컬, 드라마, 영화에 출연하였다. 특히 1994년 월트디즈니의 애니메이션 '라이온 킹'에서 '멧돼지' 품바를 목소리 연기한 것으로도 유명하다.

## 약력
- 1977. ~ 1985.12. 서울시립가무단 (현 서울시립뮤지컬단) (부수석 단원 역임)
- 1987. 극단 "미추" 창단 동인.
- 1996. ~ 1999. (재)서울예술단 뮤지컬 감독 역임.
- 2007. ~ 2012. 청강문화산업대학교 뮤지컬스쿨 교수 역임.

## 특이사항
- 국가무형문화재 제34호 강령탈춤 인간문화재(예능 보유자)(2002. 2. 5.문화재청 인정)
- 1970~2021 현, 전 공연 출연

## 출연작

### 공연
- 2015년 연극 길 떠나기 좋은날(서진 역)(이화여고100주년 기념관)(대구봉산문화회관 지방공연)
- 2014년 악극 모란이 꽃피는 시장(김봉구 역)
- 2013년 뮤지컬 넌센스A-Men (남자 넌센스)(원장수녀 역)
- 2009년 뮤지컬 돈주앙 (돈 루이 /돈주앙 아버지 역)
- 2008년 뮤지컬 오즈의 마법사 (사자 역)
- 2006년 뮤지컬 넌센스 넛크래커(버질 신부 역)
- 2006년 뮤지컬 프로듀서스 (맥스 비얄리스탁 역):제12회 한국뮤지컬대상 남우 주연상 수상,
- 1999년 뮤지컬 남자넌센스 (원장 수녀 역)
- 1998년 뮤지컬 애니깽 (한우 역):제5회 한국뮤지컬대상 남우 주연상 수상,
- 1998년 뮤지컬 시집가는 날 (맹진사 역)
- 1997년 뮤지컬 지저스 크라이스트 슈퍼스타(해롯 왕 역.)
- 1997년 뮤지컬 빠담빠담빠담 (폴 역): 제3회 한국뮤지컬대상 남 우조연상 수상.

### TV 드라마
- 2024년 KBS 《결혼하자 맹꽁아》
- 2023년 KBS 《진짜가 나타났다》
- 2022년 ENA 《이상한 변호사 우영우》 - 김윤복 역 (특별출연)
- 2021년 KBS 《태종 이방원》 - 최영 역
- 2018년 OCN 《손 the guest》 - 전계양여고 수위 역
- 2017년 KBS 《그 여자의 바다》
- 2016년 MBC 《옥중화》 - 소격서 제조 역
- 2016년 tvN 《디어 마이 프렌즈》 - 희자의 남편 역
- 2015년 KBS 《장사의 신 - 객주 2015》 - 매월 / 해주 / 개똥의 아버지 역
- 2015년 tvN 《신분을 숨겨라》 - 유동준 역
- 2015년 MBC 《여왕의 꽃》 - 양순의 오빠 역
- 2014년 SBS 《비밀의 문》 - 청나라 사신 소호계 역
- 2014년 MBC 《트라이앵글》 - 이형근 역
- 2014년 KBS 《정도전》 - 배극렴 역
- 2013년 MBC 《구암 허준》 - 한 진사 역
- 2012년 MBC 《마의》 - 현종 때 중신 역
- 2012년 JTBC 《신드롬》 - 유덕현 역 (특별출연)
- 2012년 MBC 《무신》 - 우구데이 칸 역
- 2011년 MBN 《왓츠업》 - 황경비 역
- 2011년 KBS 《광개토태왕》 - 고이련 역
- 2011년 KBS 《근초고왕》 - 모용황 역
- 2011년 SBS 《장미의 전쟁》 - 이만복 역
- 2010년 KBS 《도망자 플랜 B》 - 주지 스님 역
- 2010년 KBS 《자유인 이회영》 - 광무제 역
- 2010년 KBS 《거상 김만덕》 - 고석주 역
- 2009년 KBS 《천추태후》 - 모불라 역
- 2008년 KBS 《최강칠우》 - 의금부 도제조 역
- 2007년 MBC 《뉴하트》 - 최충원 역 (특별출연)
- 2006년 MBC 《90일, 사랑할 시간》 - 박정란 부 역
- 2006년 KBS 《대조영》 - 이세민 역
- 2006년 KBS 《서울 1945》 - 허가이 역
- 2005년 KBS 《바람꽃》 - 안학수 국회의원 역
- 2005년 MBC 《제5공화국》 - 백운택 역
- 2004년 KBS 《드라마시티 - 벚꽃 며느리》 - 천복 역
- 2003년 KBS 《무인시대》 - 이소응 역
- 2002년 KBS 《장희빈》 - 복선군 역
- 2002년 KBS 《태양인 이제마》
- 2000년 KBS 《태조 왕건》 - 홍유 역
- 1998년 KBS 《왕과 비》 - 이징옥 역
- 1998년 MBC 《대왕의 길》 - 정휘량 역
- 1994년 KBS 《한명회》
- 1989년 MBC 《테러리스트》
- 1988년 KBS 《춘향전》 - 변학도 역
- 1980년 MBC 《전원일기》 - 각종 단역

### 영화
- 《광해, 왕이 된 남자》 (2012년) - 공판 역
- 《영화는 영화다》 (2008년) - 백 회장 역
- 《공공의 적 2》 (2005년) - 박 차장 역
- 《분신사바》 (2004년) - 윤 군수 역
- 《동해물과 백두산이》 (2003년) - 나라 아빠 역
- 《실미도》 (2003년) - 김 장군 역
- 《튜브》 (2003년) - 송일권 역
- 《오버 더 레인보우》 (2002년) - 방송국 부장 역
- 《베사메무쵸》 (2001년) - 부장 역
- 《단적비연수》 (2000년) - 대장간 노인 역
- 《쉬리》 (1999년) - 지도자 역
- 《개벽》 (1991년)
- 《마유미》 (1990년) - 김호영 역

## 더빙

### TV 애니메이션
- 《티몬과 품바》(1995년) - 품바 역
- 《하우스 오브 마우스》(2001년) - 품바 역
- 《아나스타샤》 - 라스퓨틴 악령 역
- 《라이온 수호대》 - 품바 역

### 극장용 애니메이션
- 《라이온 킹》(1994년) - 멧돼지 품바 역
- 《노틀담의 꼽추》(1996년) - 부주교 역
- 《라이온 킹 2》(1997년) - 품바 역
- 《인어공주 2,3》(2000, 2008년) - 세바스찬(노래)
- 《라이온 킹 1과½:하쿠나 마타타》(2003년) - 품바 역
- 《라푼젤》(2013년) - 갈고리손남
- 《모아나》(2017년) - 투이 역
- 《미녀와 야수》(2017년) - 벨 아빠, 모리스 역
- 《모아나 2》(2024년) - 투이 역

## 수상
- 2014년 8월22일 2014 한국사회를 빛낸 대한민국 충효대상 수상(국가 국가무형문화재 부문 2014강령탈춤 발전 공로대상 수상. 인간문화재. 탤런트)
- 2006년 제12회 한국뮤지컬대상 남우주연상 수상. 뮤지컬 -《프로듀서스》(맥스 비얄리스탁 역)
- 1999년 제5회 한국뮤지컬대상 남우주연상 수상. 뮤지컬 -《애니깽》(한우 역) 《남자 넌센스》(원장수녀 역)
- 1997년 제3회 한국뮤지컬대상 남우 조연상 수상.뮤지컬 -《빠담 빠담 빠담》(폴 역)
- 1988년 연극인이 선정한 올해의 연기자상 수상.
- 1988년 연출가 그룹 최우수 연기상 수상. 《극단 미추의 두 번째 연극" 오장군의 발톱》(오장군 역)
- 1987년 극평가 그룹 최우수 연기상 수상. 극단 미추의 창단 공연작품. 연극 《지킴이》(김종 역)